# Billboard Japan
Billboard JAPAN («Билбо́рд Джапа́н») — организация, сестринская по отношению к американскому музыкальному журналу «Билборд».
Находится в ведении японской компании Hanshin Contents Link (дочки Hanshin Electric Railway), обладающей эксклюзивной лицензией в Японии на бренд «Билборд» от компании-владельца американского журнала и управляющей, помимо прочего, несколькими японскими музыкальными клубами под вывеской «Billboard Live» и веб-сайтом www.billboard-japan.com.
С февраля 2008 года компания Hanshin Contents Link по лицензии от американского журнала «Билборд» запустила песенный чарт Billboard Japan Hot 100. По состоянию на 2016 год, Billboard Japan составляет также такие чарты, как Billboard Japan Hot Albums, основанные только на продажах чарты Top Singles Sales, Top Albums Sales, Top Jazz Albums Sales и Top Classical Albums Sales, основанный только на радиоротации чарт Radio Songs, чарт для песен из анимации Hot Animation, а также чарт для зарубежных песен Hot Overseas..
С 2010 года Billboard Japan проводит ежегодную церемонию вручения премий Billboard Japan Music Awards, которыми отмечаются исполнители, как японские, так и зарубежные, показавшие в прошедшем году лучшие результаты в публикуемых Billboard Japan чартах.

## Чарты, публикуемые Billboard Japan
- Песни
  - Hot 100 (комбинированный чарт)
  - Hot Overseas (комбинированный чарт для зарубежных песен)
  - Radio Songs (основанный только на радиоротации)
  - Hot Animation (комбинированный чарт для песен из анимации)
- Синглы
  - Top Singles Sales (основанный только на продажах синглов)
- Альбомы
  - Hot Albums (комбинированный чарт)
- Продажи альбомов
  - Top Albums Sales (основанный только на продажах альбомов)
  - Top Jazz Albums Sales (основанный только на продажах альбомов)
  - Top Classical Albums Sales (основанный только на продажах альбомов)